# 精密國際AW狙擊步槍
精密国际AW（Arctic Warfare—北极作战）是英国精密国际公司所设计和制造的一系列旋转后拉式枪机式狙击步枪构成的枪族。自从1980年代问世至今，该枪在警察和军队中均很普及。

## 历史
为取代已过时的李-恩菲爾德狙击步枪（L42A1），英国于1982年为新的狙击手武器系统招标。在最终的筛选过程中，精密国际公司的PM步枪淘汰了帕克-黑尔公司（Parker-Hale）的M85步槍，被英国军方正式列装，代号L96。
1983年，瑞典也开始选择新型狙击步枪，他們选了精密国际的PM步枪升級版，即Arctic Warfare（簡稱AW），瑞典國防軍命名為PSG 90，而AW這名字亦開始成為精密國際步枪系列的專用名稱。

## 设计
大多数的AW步枪使用7.62×51毫米、.300 Winchester Magnum（AWM）和.338 Lapua Magnum（AWM）口徑子彈，但有部份也可使用其他口徑的子彈，如：5.56×45毫米和7mm Remington Magnum等。其标准配置包含精密國際公司推薦的施密特-本德爾 PM II瞄准镜和用于减少後座力的槍口制退器。AW步枪在多个国家中都有列装，如英国、澳大利亚、德国、荷兰、俄羅斯、新加坡和瑞典。
由於AW系列能夠按用戶需求而特別訂製，許多国家列装的版本都稍有不同。以瑞典的PSG-90为例，它使用鎢合金脫殼穿甲彈，瞄准镜也和L96A1不同。德国联邦国防军则选用发射.300 Winchester Magnum，具备折叠枪托的AW版本。该步枪使用德国蔡司生产的瞄准镜，军方代号G22（Scharfschützengewehr 22）。

## 型號

### PM（Precision Marksman）
此枪为北极作战系列（Arctic Warfare family）的原型枪。此枪被英军于20世纪80年代中期以“L96”的名称列装。現時英軍的PM均已退役，並已被英國政府銷毀。

### AW（Arctic Warfare）
英军定名為L96A1，使用與L96（PM）相同的7.62×51毫米NATO，北极作战（Arctic Warfare）的名称源于其在严寒气候下良好的操作性。
AW目前存在以下數种版本：
- L118A1—在英军中服役的版本。
- PSG 90—在瑞典军队中服役的版本，PSG意为Prickskyttegevär（狙击枪），90意为1990年。
- SR-98—在澳大利亚军队中服役的版本，具备折叠枪托。

### AWF（Folding）
与普通AW相比，除了具备可折叠枪托外无其他任何区别。

### AWP（Police）

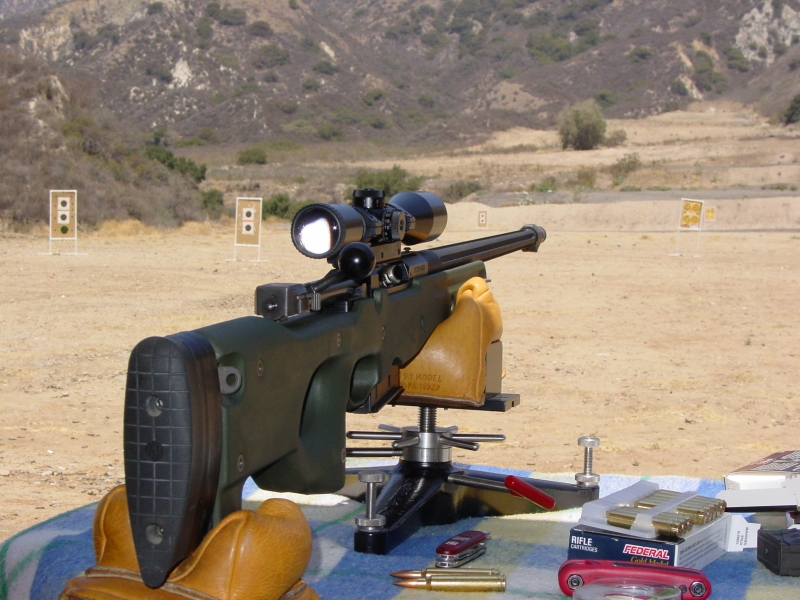
AWP

AWP为供执法机构使用的廉價版本，一般使用黑色槍身。该武器因在游戏中出现而成名，并一度被很多玩家认为是全球最优秀的狙击枪之一。然而考慮到其採用的口径，在遊戲内出現的應該是AWM而非AWP。

### AWS（Suppressed）
此枪具备消声器，可折叠枪托和可拆卸枪管，易于拆卸。枪托通常为黑色或者浅灰色。此枪与专门设计的箱子一起出售。美國三角洲部队和英國空降特勤隊均有配备此枪。

### AWC（Covert）
和AWS差不多，但是槍管較短和具备可折叠枪托

### AWM（Magnum，麥格農）
AWM（麥格農）或AW SM（Super Magnum，超級麥格農）使用威力更加强大的弹藥和加大的口徑，如7mm Remington Magnum、.300 Winchester Magnum和.338 Lapua Magnum。
在下列国家军队中列装：
- 德国：G22（Gewehr 22或Scharfschützengewehr 22），具有可折叠枪托，发射.300 Winchester Magnum弹藥。

### AWSM（Super Magnum）

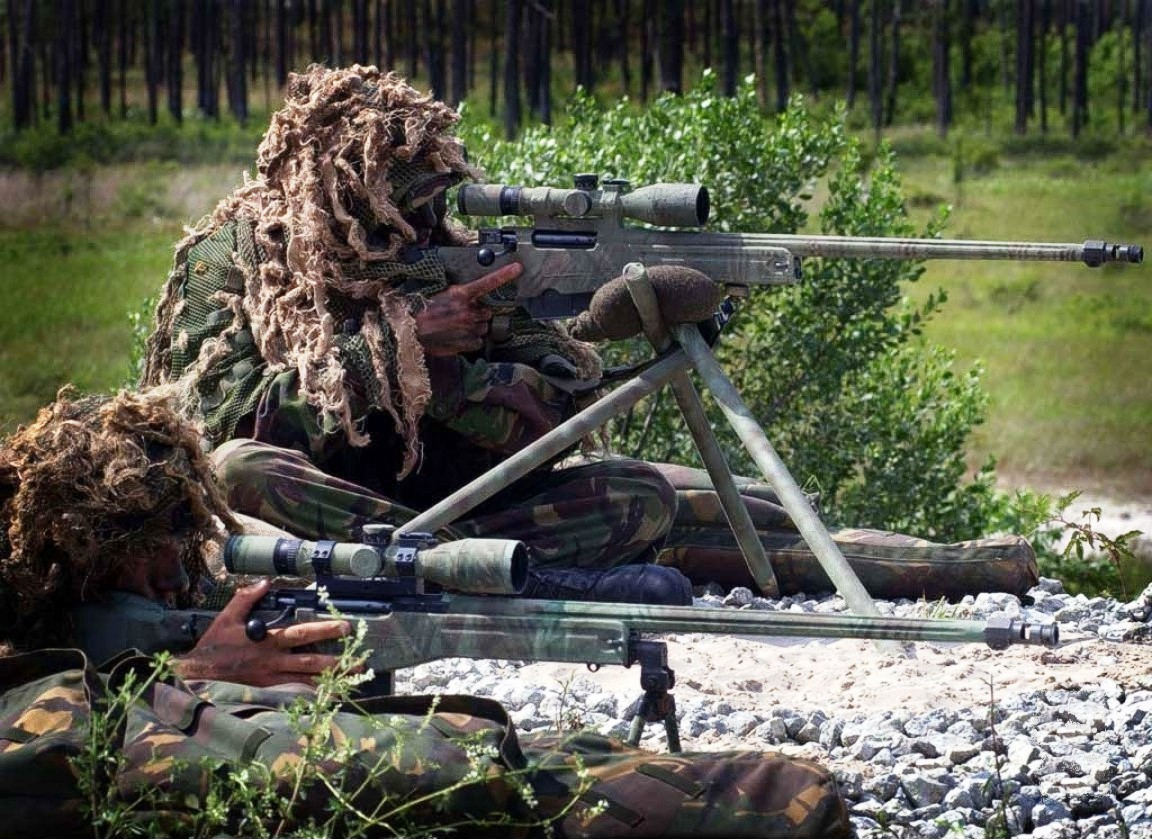
L115A1(AWSM)

“AWSM”為對.338 Lapua Magnum口徑AWM的非官方命名。
在下列国家军队中列装：
- 英軍命名為L115A1，改良型名為L115A3。

### AW50（.50 caliber）
经过重新设计，使用12.7×99毫米NATO（.50 BMG）的AW。AW50亦是反器材步槍。
在下列国家军队中列装：
- 德国：G24（Gewehr 24或Scharfschützengewehr 24）。

### AW50F（澳大利亚军队）
列装澳大利亚军队的AW50改型。与AW50不同之处在于其具备可折叠枪托和Madco枪管。

### AS50（半自动，.50口径）
AS50为使用12.7×99毫米NATO（.50 BMG）的半自动步枪，由AI和NSWC-Crane（Naval Surface Warfare Center）共同研发，主要供美國海軍海豹部隊使用。

### AE（Accuracy Enforcement）
AE为L96/AW的简化版本，尽管不如AW系列坚固，但价格却下降了很多。出於此特性AE更适合警用。

### AICS
AICS（Accuracy International Chassis System, 精密国际框架系统）可把北美流行的各种雷明登700步枪更换到AW系列的枪托，有三种颜色可选：草绿、黑色和沙色。

#### Mk 13 Mod 5

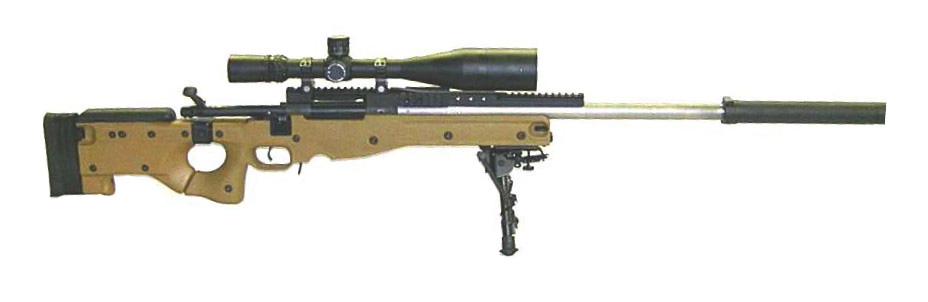
配備AICS槍托和雷明登700機匣的美國海軍Mk 13 MOD 5
狙擊手武器系統

美國特種作戰司令部以“Mk 13 Mod 5”的名義採用配備AICS框架的雷明登700步槍。除使用來自雷明登700的槍栓和機匣外，Mk 13配備的特製高精度槍管還可裝上Mk 11狙擊步槍的抑制器。另外，該槍還在機匣頂部及左右兩側設有用於安裝瞄準鏡及各種配件的“模組化導軌系統”（MARS）。其護木底部裝有可摺疊式兩腳架。

## 使用者

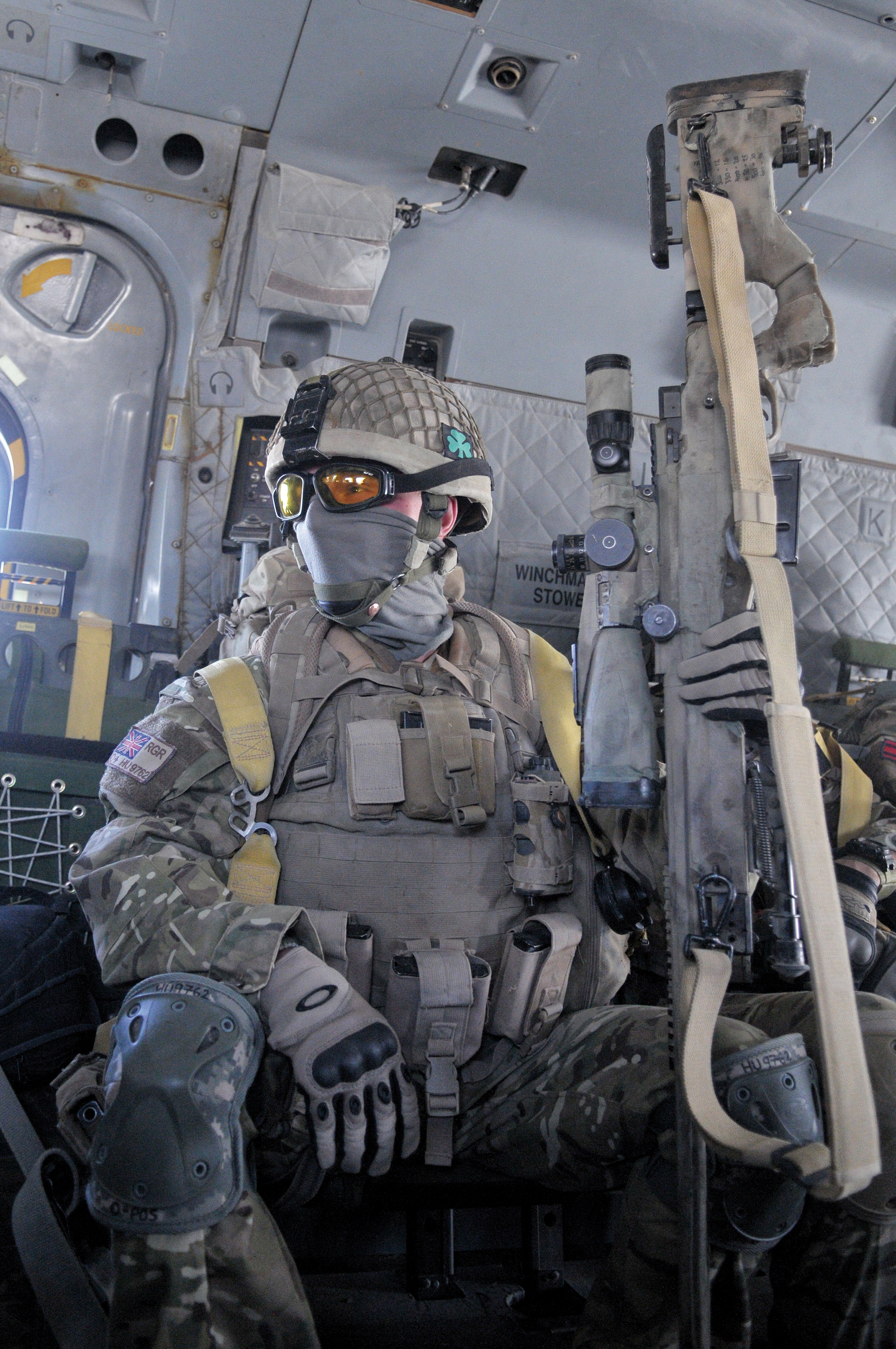
部署到阿富汗執行任務的英國陸軍狙擊手，他手上的武器為L115A3

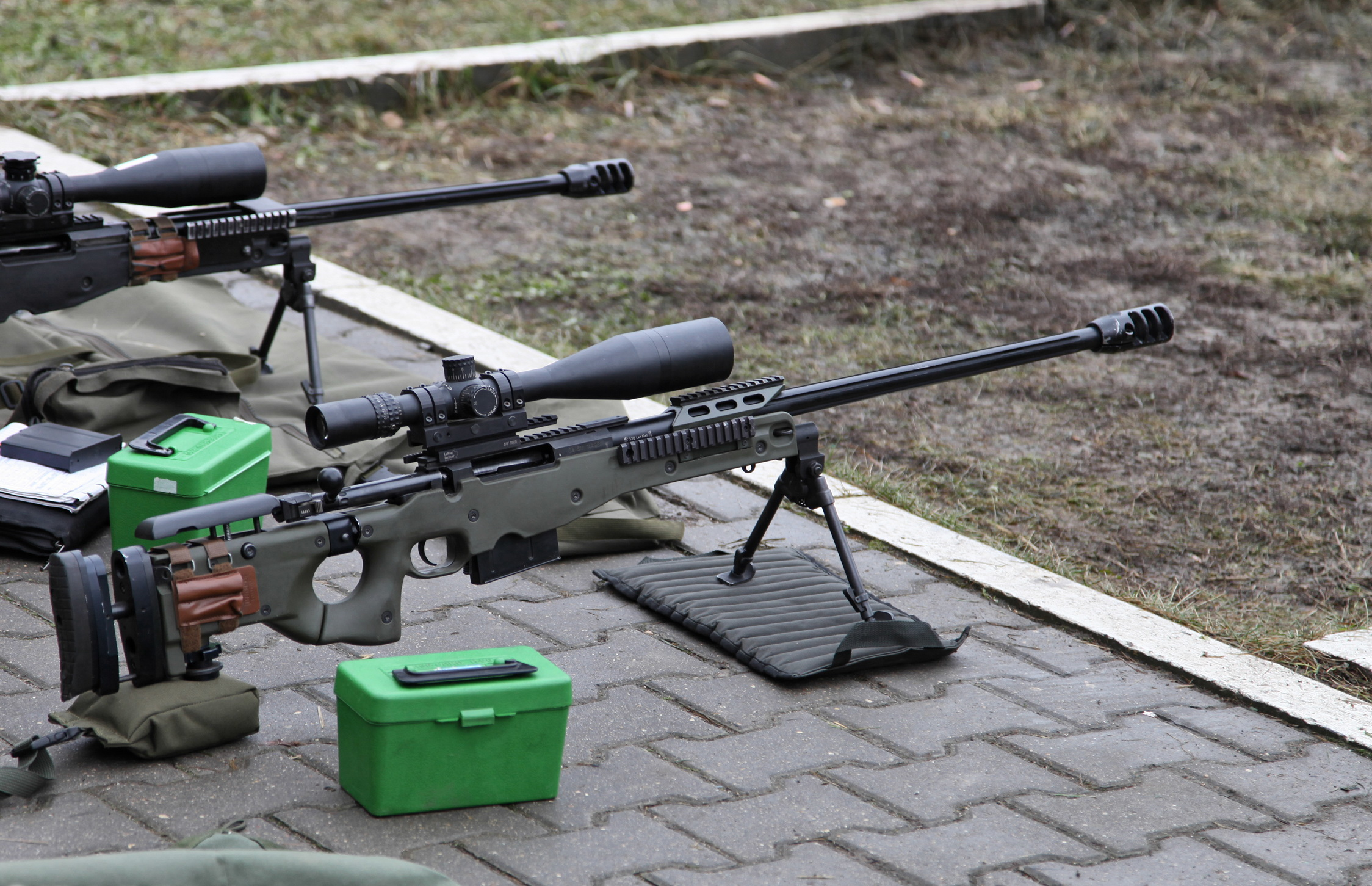
在莫斯科中央研究精密機械製造局靶場舉行的第四屆十一月狙擊手大賽上展出的AWSM

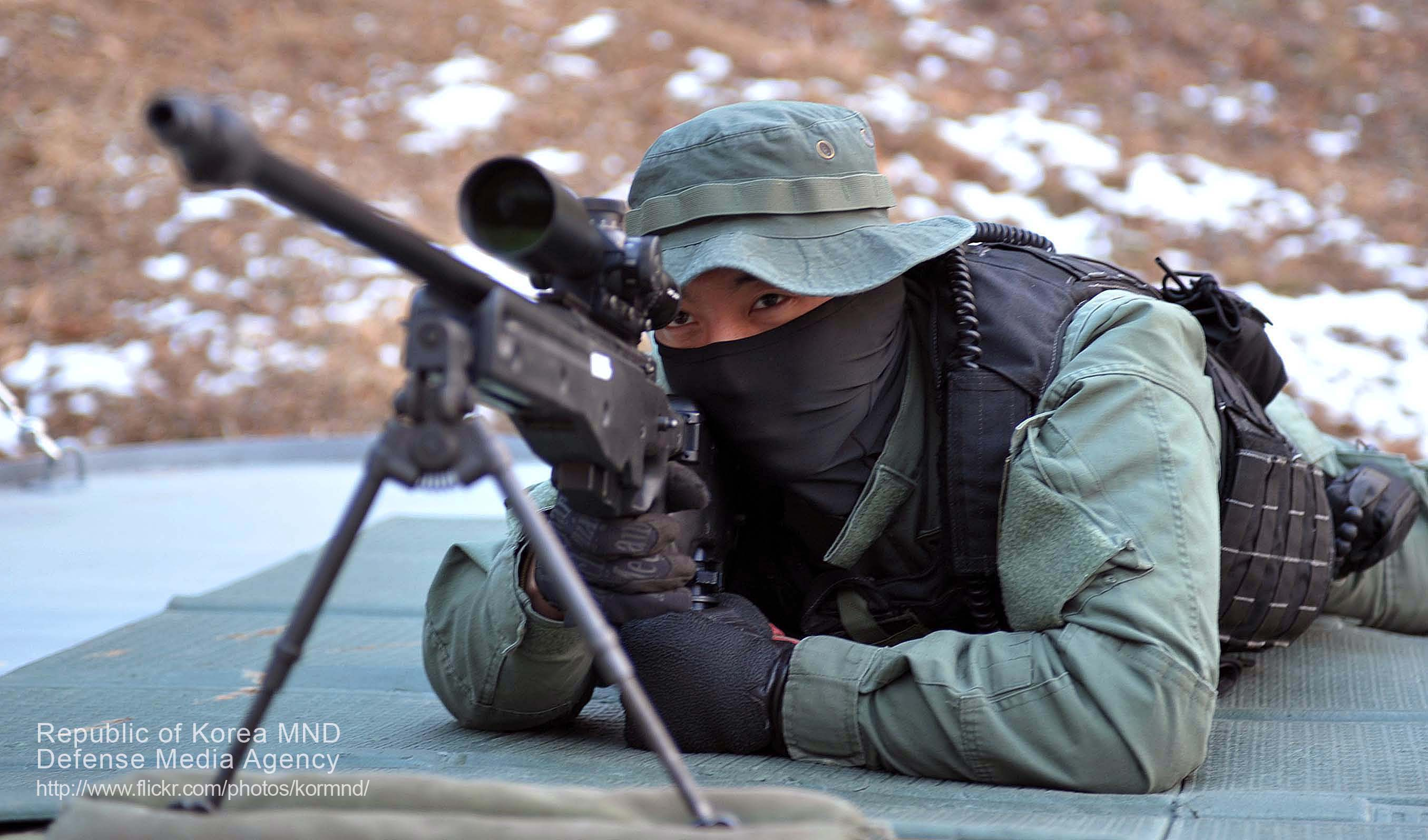
韓國UDT/SEAL的狙擊手使用AW

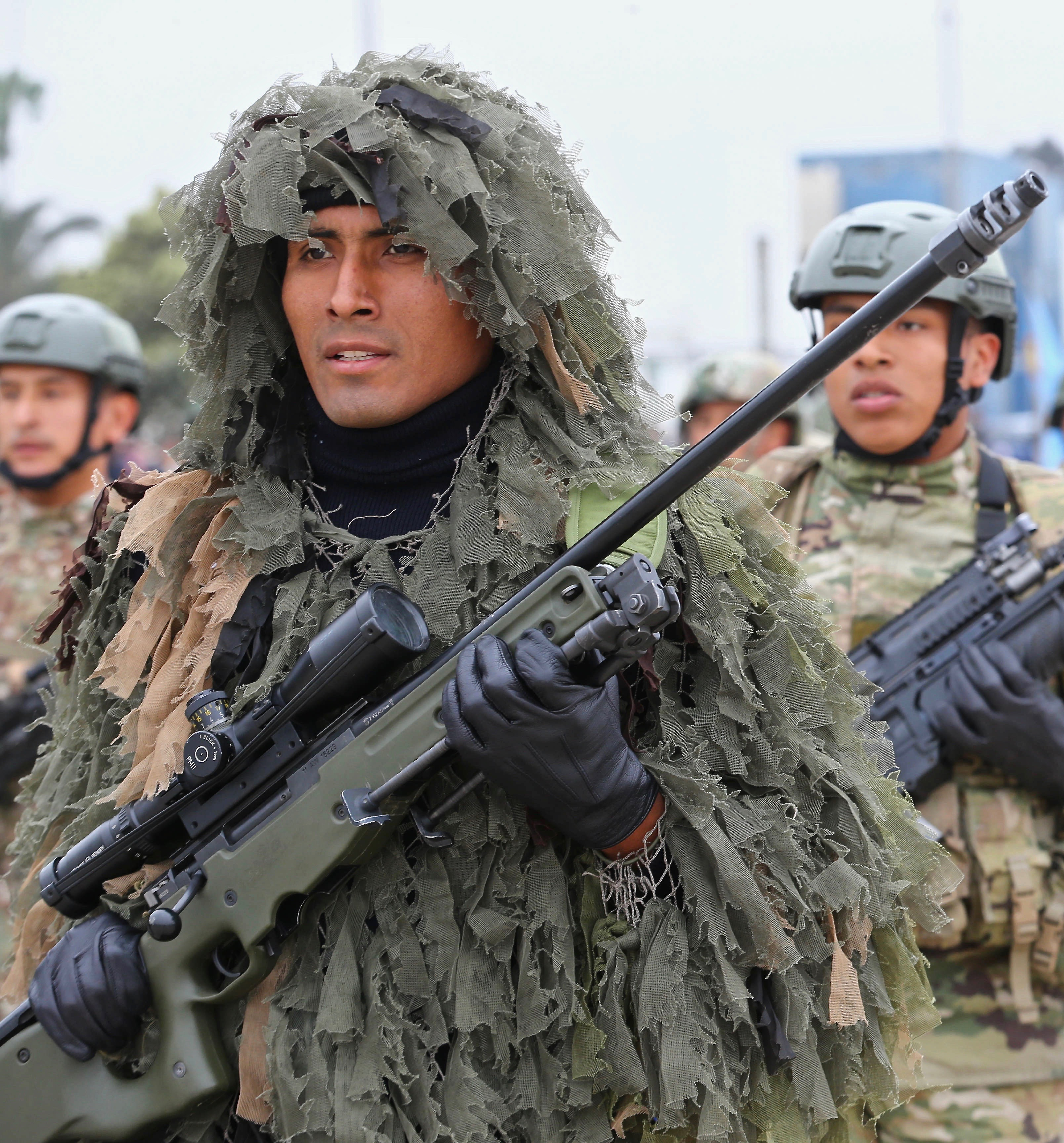
裝備AW的秘魯軍隊狙擊手

- 阿尔及利亚
- 亞美尼亞
  - 亞美尼亞武裝部隊（英语：Armed Forces of Armenia）（AWM）[3]
- - 澳大利亞國防軍（AW；命名為「SR-98」）
- - 孟加拉武裝部隊（英语：Military of Bangladesh）
- 比利时
  - 比利時國防軍
- 保加利亚
- 加拿大
  - 溫哥華特警隊（AWP）[4]
- 哥伦比亚
- 捷克
- 丹麦
  - 丹麥國防軍特種部隊（.338口徑AWM）
- 法國
  - 法國外籍兵團（PM、AW）
  - 法國國家憲兵干預組（AWM-F、AWS）
- 德国
  - 德國聯邦國防軍（.300口徑AWM命名為「G22」，目前正被稱為“G22A1”的精密國際AX取代中）
  - 德國聯邦警察特別行動突擊隊
- 希腊
- 香港
  - 香港警務處特別任務連（AW、AWP）
- 印度
- 印度尼西亞
- 伊拉克库尔德斯坦
- 愛爾蘭
  - 愛爾蘭國防軍
- 以色列
  - 以色列國防軍偵察單位（英语：Israeli Special Forces）（.338口徑AWM-F）[5]
- 義大利
- 日本
  - 日本警察特殊急襲部隊
- 约旦
  - 約旦聯合特種作戰司令部（英语：Joint Special Operations Command (Jordan)）（L115A3）
- - 執法機構特種部隊
- 科威特
- 拉脫維亞
- 立陶宛
- 盧森堡
  - 盧森堡大公國軍（AW）
- 馬爾他
  - 馬耳他武裝部隊（英语：Military of Malta）（L96、L115、AWM）
- 马来西亚
- 墨西哥
- 挪威
- 荷蘭
  - 荷蘭皇家陸軍（AW）
- 新西兰
  - 紐西蘭國防軍
- 北馬其頓
- 阿曼
- 巴基斯坦
- 秘魯
- 菲律賓
  - 菲律賓國家警察特別行動部隊（英语：Special Action Force）
- 波蘭
  - 波蘭武裝部隊行動應變及機動組（.338口徑AWM-F）
- 葡萄牙
- 羅馬尼亞
- 俄羅斯：全部均採用.338口徑AWM-F。
  - 俄羅斯聯邦國家近衛軍
  - 俄羅斯聯邦安全局
  - 俄羅斯聯邦警衛局[6]
- 沙烏地阿拉伯[7]
- 塞爾維亞
  - 憲兵特種部隊[8]
- - 警察單位（.243溫徹斯特口徑型AWP）
- 南非
  - 南非國防軍特種部隊
  - 南非警察局特別任務部隊
- - 大韓民國陸軍第707特殊任務團（AW、.338口徑AWM）
  - 大韓民國海軍特戰戰團
  - 大韓民國海洋警察廳海洋警察特攻隊
- 新加坡
  - 新加坡武裝部隊
  - 特警單位
- 斯里蘭卡
- 西班牙
  - 西班牙武裝部隊（AW、AWF）
  - 西班牙國民警衛隊特別行動組（英语：Unidad Especial de Intervención）（AWP）
  - 特警單位（.338口徑AWM）
- 瑞典
  - 瑞典國防軍（PSG 90）
  - 警察單位（AWP）
- 瑞士
- 叙利亚：巴沙爾·阿薩德政權時期由俄羅斯提供。
  - 敘利亞阿拉伯軍隊特種部隊（.338口徑AWM-F）[9]
- 中華民國
  - 警政署維安特勤隊（AWP）
- 泰國
- 土耳其
  - 土耳其武裝部隊總參謀部（英语：General Staff of the Turkish Armed Forces）特種部隊司令部（英语：Special Forces Command (Turkey)）
- 乌克兰
  - 烏克蘭安全局
  - 烏克蘭武裝部隊：採用.338口徑AWM，俄羅斯入侵烏克蘭期間由荷蘭及其他盟國軍援提供。
- 英国
  - 英國武裝部隊（L96、L115、L118）
    - 英國特種部隊（L96、L118、L115、AWS、AWC）

  - 槍械授權警員及武裝警察單位（AWP、AWS）
- 美国
  - 美國陸軍特種作戰司令部（Mk 13 Mod 5）
  - 美國海軍特殊戰司令部
    - 三棲特戰隊（Mk 13 Mod 5）

  - 美國海軍陸戰隊特種作戰司令部
    - 美國海軍陸戰隊突襲兵團（Mk 13 Mod 5）

  - 美國聯合特種作戰司令部
    - 美國陸軍第1特種部隊D作戰分遣隊（AWM）
    - 美國海軍特殊戰開發群（AWM、AWC、Mk 13 Mod 5）

  - 地方警察單位
- 乌拉圭
- 委內瑞拉
  - 委內瑞拉玻利瓦國家軍隊特種部隊（PM、AW）

## 流行文化

### 電影
- 2004年—《惡靈古堡2：啟示錄》：型號為AW，配備狙擊鏡，由特別戰術和救援部隊（S.T.A.R.S）的狙擊手所使用。

### 電視劇
- 《極限權利系列》：型號為AW，配備狙擊鏡，普遍地由英國特種空勤團的狙擊手所使用。

### 電子遊戲
- 1999年—及其續作：官方命名為「麥格農狙擊步槍」，使用橄欖色槍身及配備兩段放大功能的狙擊鏡，其第一人稱武器模型採用了鏡像佈局（右手持槍時拉機柄和拋殼口在左邊）。在遊戲檔案中則命名為「AWP」，並被大多數玩家作為對其的稱謂。然而在遊戲內，「麥格農狙擊步槍」具備更多與AWSM相同的特徵，例如：發射.338拉普麥格農子彈、使用橄欖色槍身並保留了機械瞄具等，若無視其10發載彈量此槍其實就是AWSM。奇怪地在空倉重新裝填後玩家角色不會為槍械上膛（《次世代》的版本除外）。
- 2006年—：型號為AW，配備狙擊鏡，命名為「L96A1」。由歐盟陣營的狙撃手所使用。
- 2007年—：隨遊戲登場武器，繼承自絕對武力，命名為「麥格農狙擊槍」，使用橄欖色槍身並配備兩段放大功能的狙擊鏡。另外亦有紅色、迷彩及殭屍病毒感染版本等衍生型。除殭屍病毒感染型以外的所有衍生型，第一人稱模型均採用鏡像佈局（右手持槍時拉機柄和拋殼口在左邊）。奇怪地在空倉重新裝填後玩家角色不會為槍械上膛。
- 2007年—：命名為「AWP」（AWPer Hand），配備狙擊鏡，由狙擊手所使用，為原的促銷版。
- 2007年—《穿越火线》：型号为AWP，但被错误的命名为“AWM”，使用10发弹匣供彈，绿色涂装並配備狙擊鏡。无军衔限制，花费18,000GP即可购买并永久使用。奇怪的不使用旋转后拉式枪机且只需要转动枪栓即可上膛，且枪机后盖式样亦非AW系列的枪机后盖而是奇怪的直接裸露枪机。拥有多种皮肤改型版本，而枪机的错误亦在英雄版本“AWM-天龙”中修正。
- 2009年—：型號為AWM，繼承自，命名為「精密國際AWSM」，配備兩段放大功能的狙擊鏡和電筒，只在德國版出現，奇怪地5發彈匣內可裝填20發子彈。
- 2010年—
- 2010年—：於聯機模式及殭屍模式中出現，型號為AWM，在遊戲內錯誤地命名為「L96A1」，使用橄欖色槍身，預設配備狙擊鏡，奇怪地會在1960年代出現。聯機模式時於等級27解鎖，可使用的改裝包括：延長彈匣、ACOG光學瞄準鏡、紅外線探測式瞄具、消音器和增大範圍瞄準鏡。
- 2011年—：型號為AWM，在遊戲內錯誤地命名為「L118A」，預設配備狙擊鏡，並於聯機模式、生存模式及特種作戰模式中登場。聯機模式時於等級4解鎖。可使用的改裝包括：ACOG光學瞄準鏡、增大範圍瞄準鏡、熱能探測式瞄具、心率探測儀、延長彈匣（增至7發）和消音器。在生存模式時則等級35解鎖，價格為$2,000。
- 2011年—：资料片「重返卡肯」（Back to Karkand）新增武器之一。型號為AW，命名為「L96A1」，使用橄欖色槍身，預設配備機械瞄具。解鎖條件為：解鎖QBU-88狙擊步槍後，用任意槍械爆頭擊殺50人，使用地面感測器助攻找出敵人50次，用軍刀殺死5人即可解鎖。
- 2012年—：型號為AWSM，錯誤地命名為「AWP」，使用橄欖色槍身並配備兩段放大功能的狙擊鏡。奇怪地5發彈匣內可裝填10發子彈。具備許多外觀改造的衍伸虛擬物品。
- 2012年—《戰爭前線》：型號為AWSM，命名為“AWM”，為狙擊手專用武器。橄欖色槍身，使用5發彈匣供彈，未安裝雙腳架，槍身前端加裝一小段戰術導軌用於加裝外掛部件。中國大陸伺服器為專家解鎖武器，可以改装可以改装枪口配件（通用消音器、狙击枪消音器、狙击枪制退器）、战术导轨配件（狙击枪双脚架、特殊狙击枪双脚架）以及瞄准镜（狙击枪5.5x瞄准镜、狙击枪4.5x中程瞄准镜、狙击枪4x短程瞄准镜、狙击槍5x快速瞄准镜）；歐美與俄羅斯伺服器為抽獎武器，可以改装可以改装枪口配件（通用消音器、狙击枪消音器、狙击枪制退器）、战术导轨配件（狙击枪双脚架、特殊狙击枪双脚架）以及瞄准镜（狙击枪5.5x瞄准镜、狙击枪4.5x中程瞄准镜、狙击枪4x短程瞄准镜）。拥有雪地迷彩涂装版本和黄金版本，可以改装枪口配件（通用消音器、狙击枪消音器、狙击枪制退器）、战术导轨配件（狙击枪双脚架、特殊狙击枪双脚架）以及瞄准镜（狙击枪5.5x瞄准镜、狙击枪4.5x中程瞄准镜、狙击枪4x短程瞄准镜、狙击槍5x快速瞄准镜）。
  - 該槍威力與歐美與俄羅斯伺服器為300，而在中國大陸伺服器則為320。
  - 雪地迷彩版本可以通过K点购买，抽奖以及通关生存模式地图“冷锋行动”奖励箱获得；黄金版本为抽奖武器。
- 2013年—：型號為AWSM，命名為“L115”，使用橄欖色槍身，預設配備狙擊鏡。奇怪地其拋殼口和部份原設置在右邊的操作部件被改為設置在左邊。
- 2013年—：资料片「中國崛起」（China Rising）新增武器之一。型號為AWM-F，命名為「L115」（中文版則命名為「L115狙擊步槍」），使用卡其色槍身，預設配備機械瞄具，載彈量5+1發。聯機模式時於完成任務「一個就夠」以後才能解鎖，被歸類為狙擊步槍，能夠由偵察兵所使用。
- 2013年—《絕對武力Online 2》：先後推出正式的AWP和AWM，均配備兩段放大功能的狙擊鏡。其外觀可從槍管、槍身長度（AWP較短；AWM較長）、腳架（AWP是向槍身方向摺合；AWM就向槍管方向摺合）區別出來。但遊戲內並沒有詳細的彈藥資料。兩槍可透過合成和開啟武器箱獲得不同等級（C-SS+）的外觀，也不因為外觀而在競技模式（PvP）有特別數值加乘，也只限於在非競技模式（PvE）有數值加乘，特殊攻擊只限特定PvP模式在局中獲分數解鎖使用，而局中敵對方也有相應能抗衡的解鎖能力，完局後重置。
- 2015年—：型號為AWM-F和AWC，前者被命名為「AWM」，後者被命名為「AWS」：
  - AWM-F命名為「AWM」，預設為橄欖色槍身，歸類為栓動式狙擊步槍，發射7.62×51mm NATO子彈，載彈量5+1發，聯機模式中預設裝上“獵人”高倍率瞄準鏡，能夠由罪犯專業人士（Professional）所使用（執法機關解鎖條件為：以任何陣營進行遊戲使用該槍擊殺1250名敵人後購買武器執照），價格為$51,000。可加裝各種瞄準鏡（機械瞄具、反射、眼鏡蛇、全息瞄準鏡（放大1倍）、PKA-S（放大1倍）、Micro T1、SRS 02、Comp M4S、M145（放大3.4倍）、PO（放大3.5倍） 、ACOG（放大4倍）、PSO-1（放大4倍）、IRNV（放大1倍）、FLIR（放大2倍）、TA 648（放大6倍）、PKS-07（放大7倍）、步槍瞄準鏡（放大8倍）、獵人（放大14倍））、附加配件（傾斜式機械瞄具、傾斜式紅點鏡、延長彈匣（增至10+1發）、電筒、戰術燈、激光瞄準器、直拉式槍機、.338麥格農子彈）及槍口零件（槍口制退器、抑制器、消焰器）。單人模式當中則能夠由主角尼古拉斯·門多薩所使用。
  - AWC命名為「AWS」，為資料片「大逃亡」新增武器，同樣預設為橄欖色槍身，歸類為栓動式狙擊步槍，發射7.62×51mm NATO子彈，載彈量5+1發，預設配備機械瞄具，能夠由執法機關和罪犯雙方所有職階所使用，價格為$81,000。可加裝各種瞄準鏡（反射、眼鏡蛇、全息瞄準鏡（放大1倍）、PKA-S（放大1倍）、Micro T1、SRS 02、Comp M4S、M145（放大3.4倍）、PO（放大3.5倍） 、ACOG（放大4倍）、PSO-1（放大4倍）、IRNV（放大1倍）、FLIR（放大2倍）、TA 648（放大6倍）、PKS-07（放大7倍）、步槍瞄準鏡（放大8倍）、獵人（放大14倍））及附加配件（傾斜式機械瞄具、傾斜式紅點鏡、延長彈匣（增至10+1發）、電筒、戰術燈、激光瞄準器、直拉式槍機。
- 2015年—《刺客任務：狙擊挑戰》：型號為AWM-F，命名為「慢板」，木製槍身，裝備有滅音器。需要在排行榜上晉升至最高的「殺手」等級解鎖。
- 2017年—《絕地求生》：型號為AWM，空投武器，使用.300麥格農子彈，可裝備狙擊槍消音器、消焰器、補償器; 紅點、全息、二倍、三倍、四倍、六倍、八倍、十五倍瞄準鏡; 狙擊槍快速、擴容以及快速擴容彈匣；狙擊槍托腮版。
- 2017年—：型號為L115A3。
- 2020年—《決勝時刻：黑色行動冷戰》：「LW3 - Tundra」為一款以PM和AW系列作原型的架空武器。預設配備狙擊鏡，載彈量7發。戰役模式中由中央情報局特別活動部所使用。
- 2024年—《決勝時刻：黑色行動6》：型號為AW，命名為“LW3A1 Frostline”。

### 輕小說
- 2011年—《刀劍神域》：型號為AWSM（Super Magnum）的改良型L115A3，配備狙擊鏡，在作品中為反派角色“死槍”新川昌一使用之武器。在護木下藏有刺劍（英语：Estoc）型的通槍條兼刺刀。

### 動畫
- 2006年—《名偵探柯南》：型號為AWSM，配備狙擊鏡，由赤井秀一所使用，動畫中奇怪的可以進行半自動射擊，在700碼外將琴酒所持的竊聽器打掉，並且擊穿對手的狙擊鏡（黑暗組織狙擊手科恩的M24，當時由琴酒握持）。
- 2014年—《刀劍神域II》：型號為L115A3，使用黑色槍身，配備狙擊鏡及消音器並被命名為“沉默的殺手”，在幽靈子彈篇由反派角色“死槍”所使用。在護木下藏有刺劍（英语：Estoc）型的通槍條兼刺刀。該槍最後被詩乃以PGM Hecate II反器材狙擊步槍所破壞，“死槍”期後從損壞的護木中拔出刺劍（英语：Estoc）與“桐人”進行白刃戰。

## 外部連結
- （英文）—http://www.accuracyinternational.com/ （页面存档备份，存于）
- （英文）—https://web.archive.org/web/20060209091556/http://sportingservices.co.uk/accuracy.asp
- （英文）—Information about Accuracy International and their product line （页面存档备份，存于）
- （英文）—Accuracy International AW (Arctic Warfare) sniper rifle (British designation: L96A1)
- （英文）—Modern Firearms—Accuracy International L96A1 / Arctic Warfare sniper rifle （页面存档备份，存于）
- （英文）—About AWM
- （英文）—Accuracy International AW Youtube presentation （页面存档备份，存于）
- （中文）—槍炮世界—AW/L96A1 （页面存档备份，存于）
  - PM/L96 （页面存档备份，存于）